# Reteporella sudbournensis
Reteporella sudbournensis är en mossdjursart som först beskrevs av Marie Clément Gaston Gautier 1962.  Reteporella sudbournensis ingår i släktet Reteporella och familjen Phidoloporidae. Inga underarter finns listade i Catalogue of Life.